# 景寧鎮站
景寧鎮站（英語：Canning Town station）是位於倫敦東部紐漢自治市的綜合公共運輸交匯處。站內設有倫敦地鐵銀禧綫、碼頭區輕鐵綫和多條服務車站附近地區的倫敦巴士路綫。車站位於倫敦鐵路第3收費區內。

## 車站結構
景寧鎮站乃地面車站，惟乘客須由地底的車站大堂進入各月台及巴士站坑。車站西部設有兩層共四個月台，均為島式月台。下層（地面）月台為銀禧綫月台，而上層月台則為輕鐵綫月台。下層月台東側亦設有島式月台，在2006年12月9日前為北倫敦綫月台，現已廢棄。而北倫敦綫月台東面側為巴士站。

## 歷史
東縣及泰晤士交匯鐵路（Eastern Counties and Thames Junction Railway）的景寧鎮站在1846年啟用，當時位於柏京路南面，再於1888年遷往對面。1960年代車站大堂被重建，及後在1995年10月29日在現址興建新站舍。
於1994年3月28日，景寧鎮輕鐵站通車，但在1996年6月6日至1998年3月5日期間關閉，以配合銀禧延綫的興建工程，最後銀禧綫車站於1999年5月14日通車。
由2006年12月9日起，北倫敦綫景寧鎮站正式廢止，以配合將斯特拉特福站及北伍力奇站間的北倫敦綫廢止。
車站範圍內有一塊紀念牌匾，以紀念車站現址曾為泰晤士鐵廠（Thames Iron Works）的廠址。

## 列車服務

### 倫敦地鐵
在非繁忙時間，銀禧線於本站的班次（每小時）為：
- 18班 東行 往斯特拉福德
- 12班 西行 往史丹摩
- 6班 西行 往溫布利公園

在週五、六晚上，銀禧線設有來往史丹摩及斯特拉福德的通宵列車服務，班次為每10分鐘一班。

### 碼頭區輕便鐵路
在非繁忙時間，碼頭區輕鐵於本站的班次（每小時）為：
- 12班 西行 往銀行 或 塔門廊
- 12班 東行 往貝克頓
- 6班 西行 往斯特拉福德國際
- 6班 東行 往伍利奇兵工廠

在繁忙時間，來往銀行/塔門廊及貝克頓的列車班次會增至每小時15班，來往斯特拉福德國際及伍利奇兵工廠的班次則會增至每小時7.5班。

## 相片集

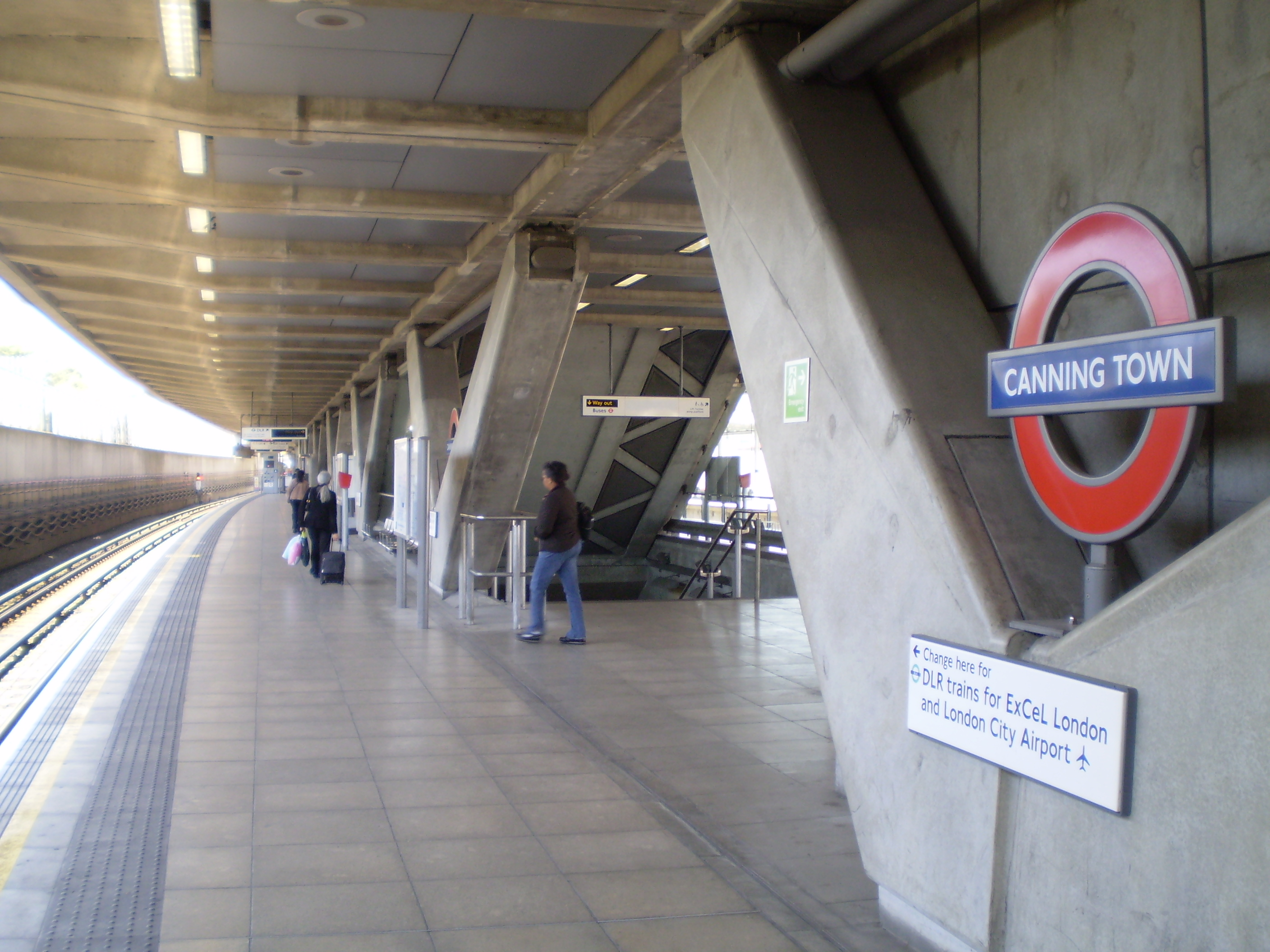
銀禧綫東行月台
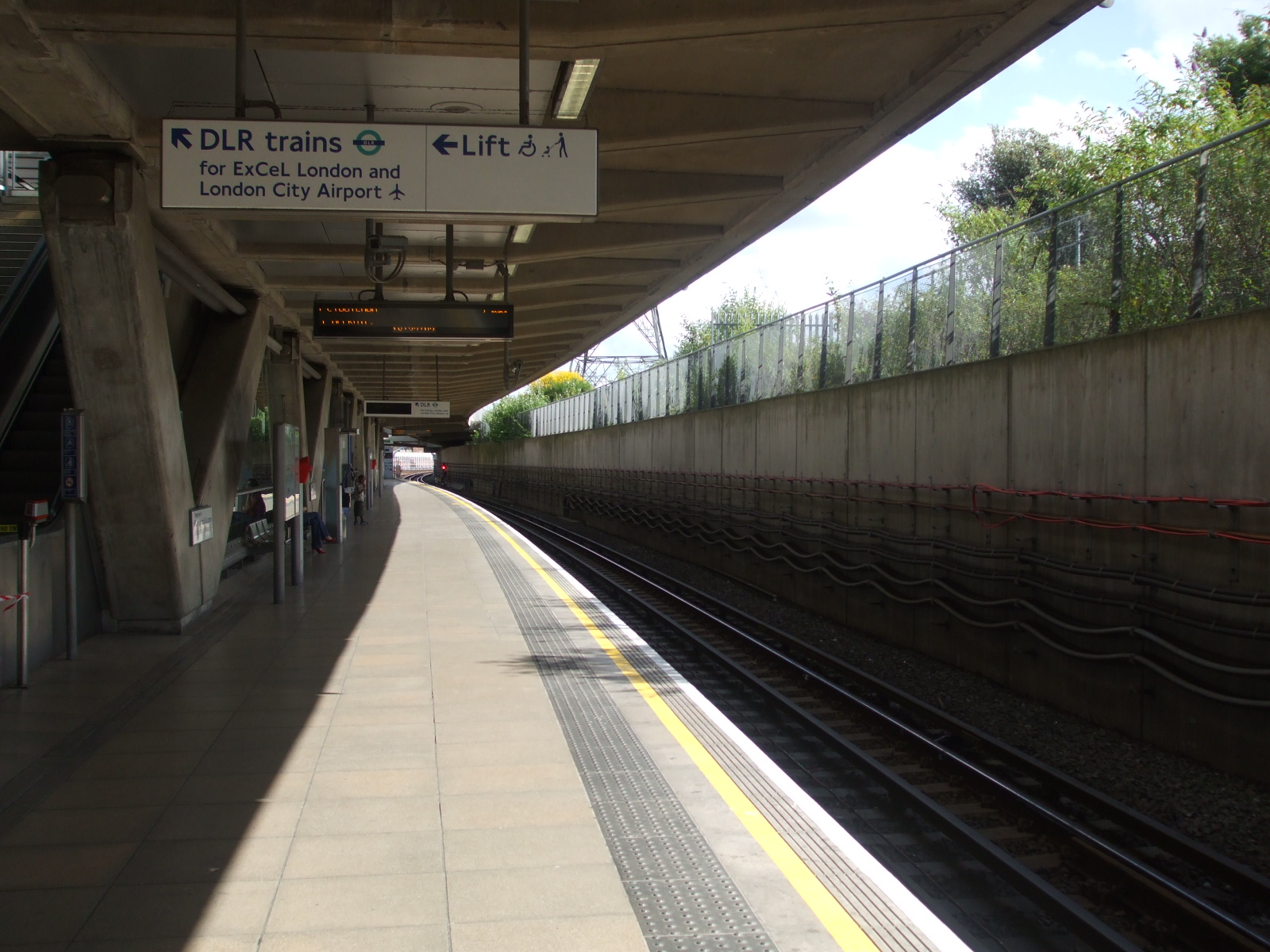
銀禧綫東行月台
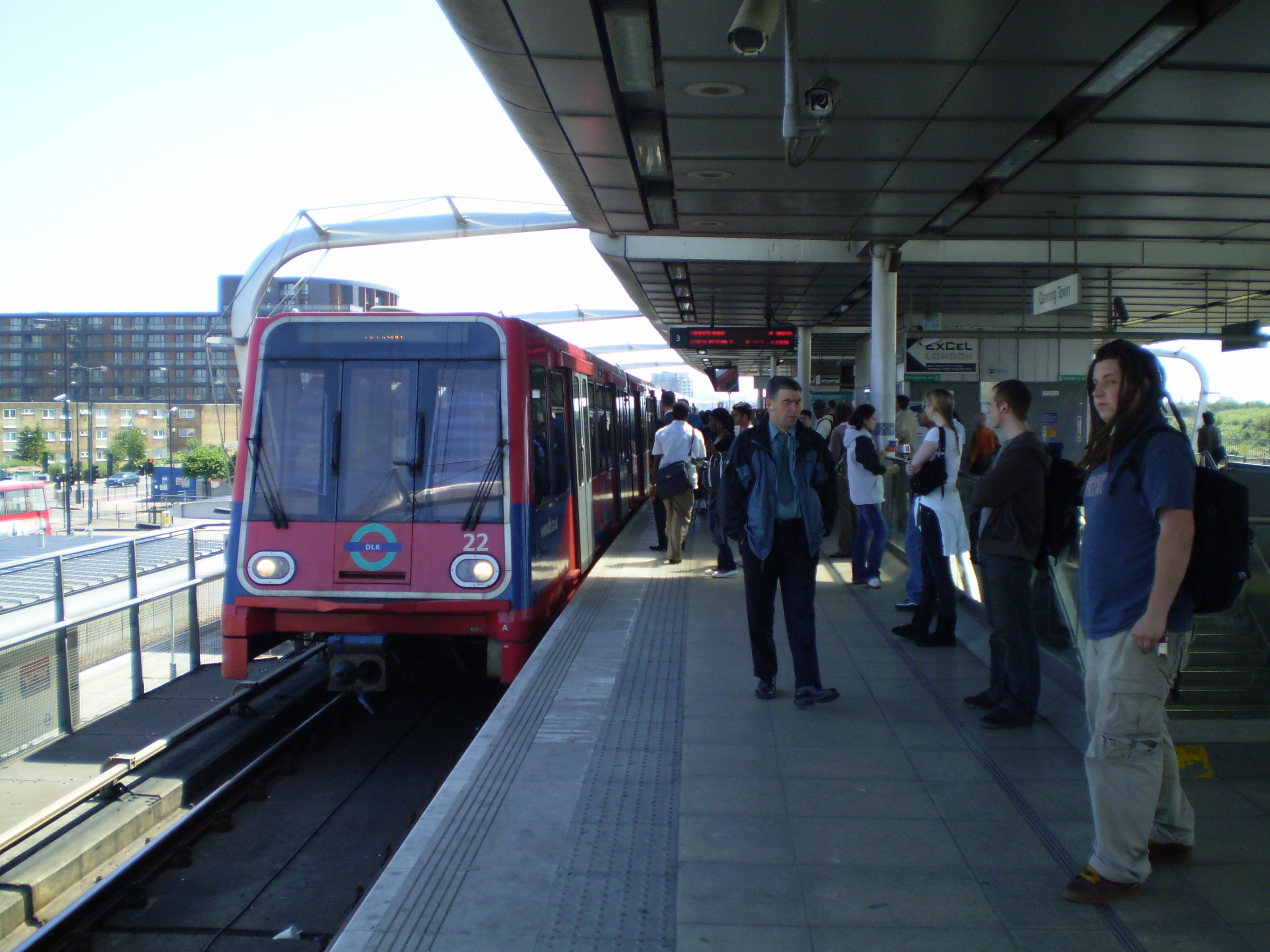
輕鐵東行月台
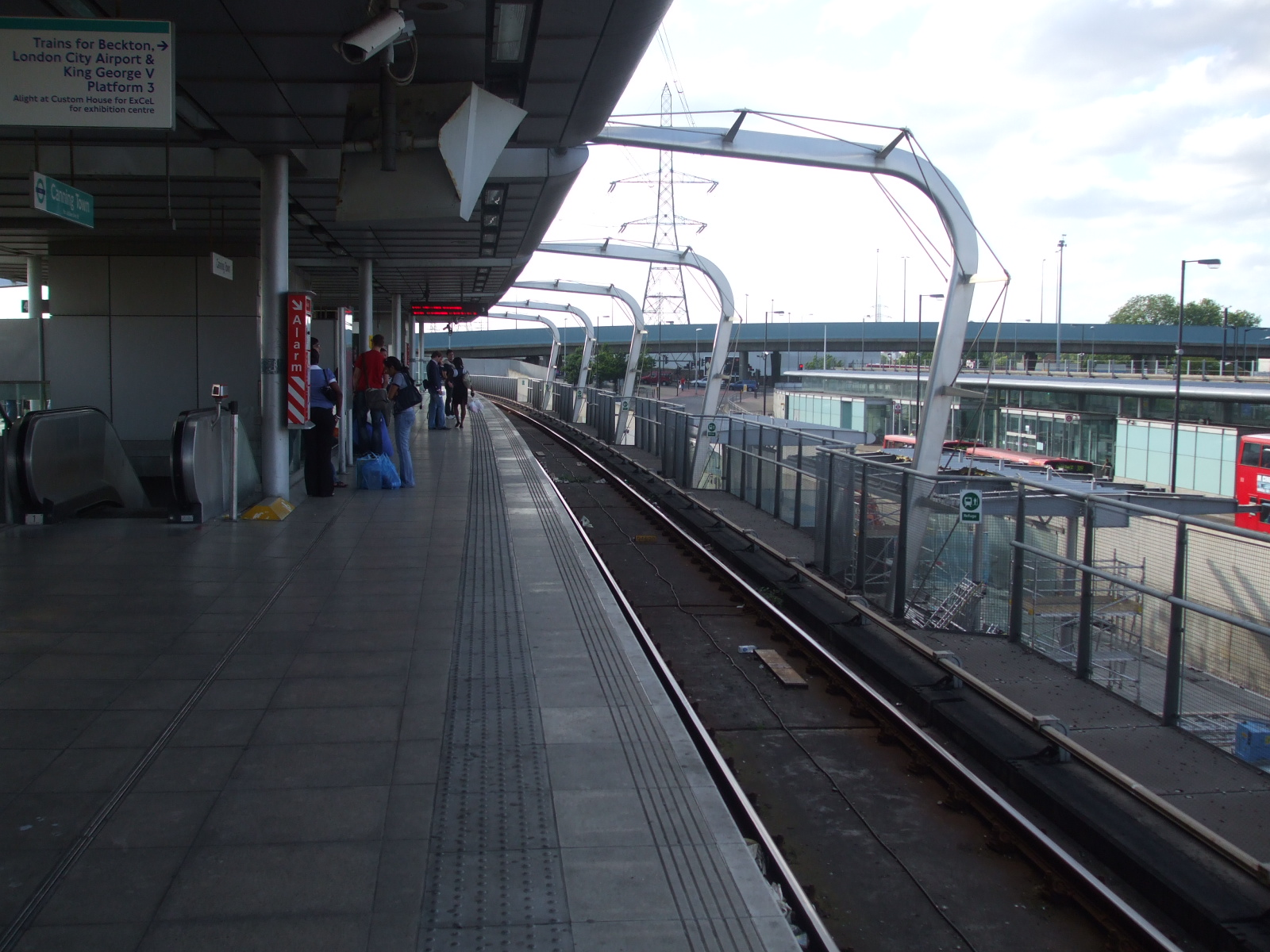
輕鐵東行月台
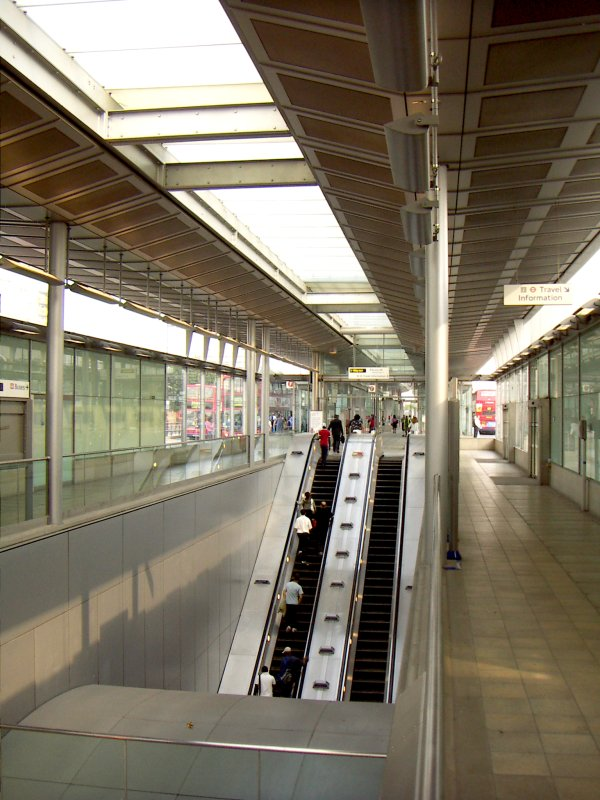
巴士總站
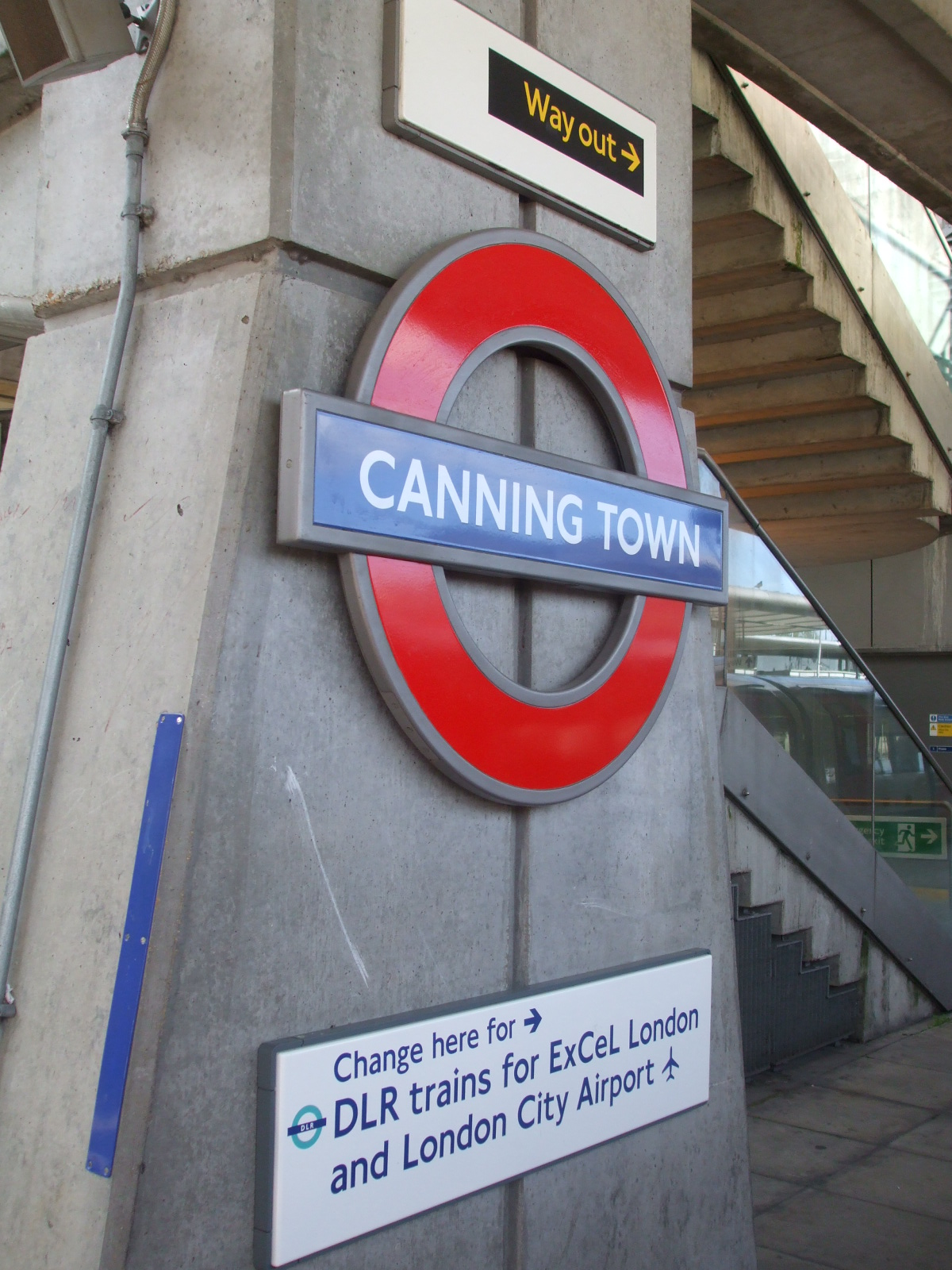
地鐵站名牌
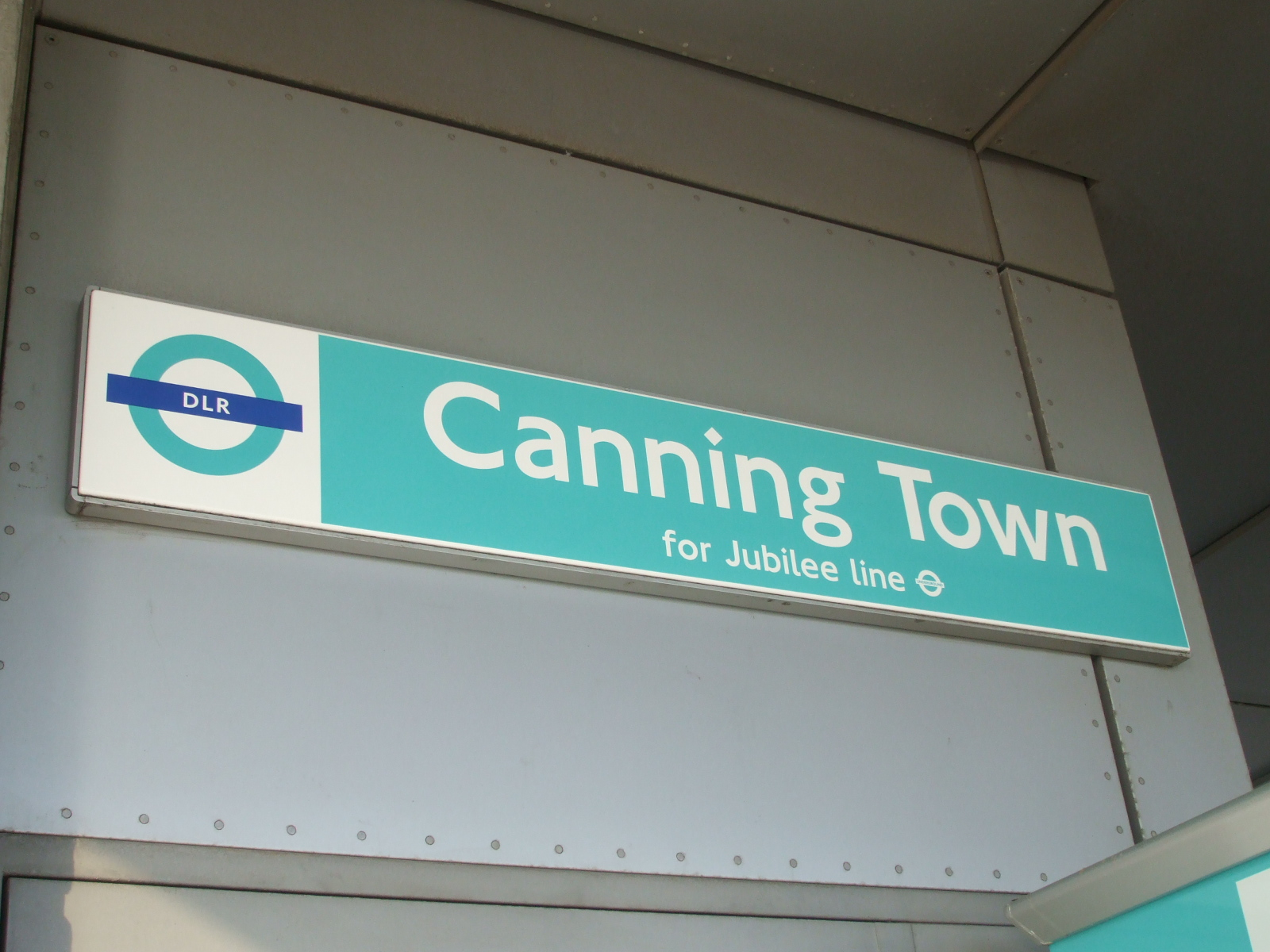
輕鐵站名牌

## 外部連結
- 碼頭區輕鐵 （页面存档备份，存于） - 景寧鎮站
- 碼頭區輕鐵 - 景寧鎮站街道圖

## 相鄰車站
51°30′50.41″N 0°0′29.92″E / 51.5140028°N 0.0083111°E